# Corey Seager
Corey Drew Seager, född den 27 april 1994 i Charlotte i North Carolina, är en amerikansk professionell basebollspelare som spelar för Texas Rangers i Major League Baseball (MLB). Seager är shortstop.
Seager draftades av Los Angeles Dodgers i första omgången 2012 och gjorde sin MLB-debut 2015. Han utsågs 2016 till årets rookie (årets nykomling) i National League. Fyra år senare utsågs han till World Series mest värdefulla spelare (MVP) när Dodgers blev World Series-mästare för första gången sedan 1988, samt 2023 när han spelade för Texas Rangers. Han har tagits ut till MLB:s all star-match tre gånger och har vunnit två Silver Slugger Awards.
Seager är yngre bror till Kyle Seager, som också spelat i MLB.

### Webbkällor
- ”Corey Seager Stats” (på engelska). Baseball-Reference.com. https://www.baseball-reference.com/players/s/seageco01.shtml. Läst 29 oktober 2020.

1. ↑  Cole, Howard. ”Mariners' Kyle Seager, Dodgers' Corey Seager meet the media”. SI.com. https://www.si.com/mlb/dodgers/news/mariners-kyle-seager-dodgers-corey-seager-meet-the-media.